# Mas de Jacinto
El Mas de Jacinto, també conegut popularment com la Masada, és un llogaret del municipi de Castellfabib, a la comarca del Racó d'Ademús (País Valencià).
Situada a l'extrem occidental del terme municipal, al límit amb Aragó i a escassos 2 quilòmetres del llogaret de Torre Alta (al terme de Torre Baixa). El Mas de Jacinto s'estén sobre un alt que aguaita a la vega del Túria en la seua confluència amb la rambla de Valdeagua o de Sant Sebastià.
Al nucli destaca l'ermita de Sant Sebastià, del segle xvii i el 2011 hi vivien 47 persones.